# Apparence trompeuse (film, 2018)
Pour le film de 2007, voir Apparence trompeuse (film, 2007).
Pour plus de détails, voir Fiche technique et Distribution.
Apparence trompeuse (The Lie ou Between Earth and Sky) est un film américain réalisé par Veena Sud, sorti en 2018. Il s'agit d'un remake du film allemand Monstres ordinaires.

## Synopsis
Un père et sa fille sont en route pour un stage de danse classique quand ils croisent la meilleure amie de la fille, Britney, et décident de la prendre en voiture pour la déposer au camp. Après une pause sur la route, Britney disparaît.

## Fiche technique
- Titre original : The Lie ou Between Earth and Sky
- Titre français : Apparence trompeuse
- Réalisation : Veena Sud
- Scénario : Veena Sud
- Musique : Tamar-kali
- Photographie : Peter Wunstorf
- Montage : Philip Fowler
- Production : Jason Blum, Alix Madigan et Christopher Tricarico
- Société de production : Blumhouse Television et Mad Dog Films
- Pays :  États-Unis
- Genre : Policier, drame, horreur, thriller
- Durée : 97 minutes
- Dates de sortie : 
  -  Canada : 8 septembre 2018 (festival international du film de Toronto)
  - Prime Video : 6 octobre 2020

## Distribution
- Peter Sarsgaard : Jay
- Mireille Enos : Rebecca
- Joey King : Kayla
- Cas Anvar : (VF : Maurice Decoster)Sam
- Patti Kim : détective Kenji
- Nicholas Lea : détective Barnes
- Devery Jacobs : Britney
- Danielle Kind : Trini
- Alan Van Sprang : Greg

## Accueil
Le film a reçu un accueil mitigé de la critique. Il obtient un score moyen de 45 % sur Metacritic.